# 成人向けゲーム
成人向けゲーム（せいじんむけゲーム、英語：X-Rated Game）とは、18歳未満の者の購入、プレイが禁止されているかもしくは推奨されないコンピュータゲームのことを指す。
日本では「18禁ゲーム」（18歳未満禁止の略）という通称でも言われる。
性的描写の規制そのものの問題に関しては、アダルトゲーム#アダルトゲームと規制を、暴力・残酷な表現が人に与える影響に関しては残酷ゲーム#関連する事象を参照。

## ゲームに対する規制

### 業界内の自主規制
ゲーム業界も決して黙認していたわけではなく、早くからソニー・コンピュータエンタテインメント、セガ、任天堂などが自社のソフトに一定の自主規制を設けていた。また、2001年にはパッケージや広告などに「このゲームには暴力的な表現が含まれています。」という注意書きを記載することで、ユーザーなどへの啓発を行ってきた。
しかし、より具体的な規制を求める声が高まり、2003年12月にコンピュータエンターテインメントレーティング機構 (CERO) を発足させ、ゲームのレーティング（等級分け）を審査するようになった。CEROも設立当初は家庭用ゲームのみを審査対象としていたが、後にパソコンゲーム（PCゲーム）も対象とするようになった（『ポスタル』など例外もある）。ただし、性的表現のみCEROでなく、コンピュータソフトウェア倫理機構（ソフ倫）やコンテンツ・ソフト協同組合の審査となっている。これは、CEROの倫理規定により直接的な性的表現が禁止されているためである。

### 自治体レベルでの規制
業界の自主規制では実行力不足として、地方公共団体において「暴力表現を含むテレビゲーム」を、青少年保護育成条例の『有害図書』として規制を行う流れが加速している。
2005年（平成17年）5月30日には、神奈川県の児童福祉審議会が「『グランド・セフト・オートIII』を有害図書に指定し、18歳未満への販売を禁止する」という答申を出した。しかし審査基準に対して若干の意見が出された（該当記事参照）。

## 欧米の成人向けゲーム
日本では、性的描写を含むゲームの多くがパーソナルコンピュータ（PC）で、Windows（マイクロソフト社製）のOSをプラットフォームとする男性向けゲームである。コンシューマ機器においては「暴力的な理由で成人向け」に認定されたゲームは存在するが、ほとんどが俗に洋ゲーと言われる欧米製ゲームのローカライズ品である。
日本においてはそのほとんどが性的描写を含むことによる指定である一方、欧米では多くが猟奇殺人（スプラッター）もの、反社会的性質を帯びたもの、過度な暴力表現を含むものなどであり、性的描写が含まれているものは少ない。
アメリカでは日本の成人指定に相当するものとしてエンターテインメントソフトウェアレイティング委員会(ESRB、Entertainment Software Rating Board)によるAOレーティングがあるが、日本のような性的描写による作品が多く含まれるものの、欧米でも同様に反社会的なものとしての成人指定作品が多い傾向にある。また欧米では、喫煙関連表現の有無などといった詳細部分においても、多方面よりチェックが入る。また日本と違い、ゲームソフトだけでなくテレビ番組や映画・ビデオソフトといった、その他の著作物媒体においても統一した基準が存在する。

### 欧米の規制事例
暴力的・性的・その他に分けて説明する。
なお欧米と韓国では、ソフト販売店に国（もしくはそれに準ずる機関）が発行する身分証による年齢確認を徹底させ、違反者に厳しい罰則を設けている方式が主流になっている。
これらの規制は基本的に映画やテレビ番組の放送基準とほぼ同様の扱いである。

### 暴力的
- 米コロンバイン高校の銃乱射事件に見られる凶悪事件とテレビゲームの影響が示唆され、良く似た状況を扱った『ポスタル』が、全米店頭発売禁止になった。また同作はオーストラリア・ニュージーランドなどのOFLC加入国でも発売禁止処分となった。

- FPSの元祖にあたるパソコンゲームの『DOOM』や、格闘物のアーケードゲームである『モータルコンバット』が武器によるダメージを受けた時に出る出血表現の赤い血液が任天堂には残虐的だとして独自に判断されている。そのため、発売前のゲームには必ず厳しい表現検査を行い、残虐表現のあるゲームを発売しない方針である1990年代に発売された任天堂のゲーム機版に限って出血色を緑色に変更する形で移植を行っていることで、任天堂のチェックを合格している。

- 日本でもSNKが『サムライスピリッツ』シリーズおよび『メタルスラッグ』を欧米向に輸出する際に、人体欠損描写の削除や出血の色を緑色にするなどの処置を取っている(例外有)。

- また、任天堂の自社タイトルも『大乱闘スマッシュブラザーズ』を欧米向けに移植する際、打撃音などの効果音をコミカルなものに変更する処置を行っている。

- オーストラリアとニュージーランドでは「3」までの『バイオハザードシリーズ』は登場人物・クリーチャーなどの出血の色が初期設定では緑色である。

- 『マンハント2』は激しい暴力・拷問描写のため北米では処刑シーンなどにフィルターを施し、よく見えないようにした上で発売されたが、ドイツとイギリスでは修正版すらレイティング拒否・または発売禁止処分となった。

- 『デッドライジング』は激しい残虐描写によりドイツで発売禁止となった。[2]

- 『カーマゲドン』をヨーロッパで発売する際に人間の敵キャラクターをゾンビに差し替えるなどして残虐描写に対処していたが、ドイツではゾンビバージョンも残虐とされ、通行人がロボットのようなキャラクターに差し替えられている。[3]

- 『魂斗羅』から『魂斗羅ザ・ハードコア』までにおける魂斗羅シリーズの初期タイトルは、人間同士の銃撃が残虐だと判断されたため、ヨーロッパ版に限って“Probotector”に改題の上、主人公も含めた全キャラクターがロボットに差し替えられていた。

- アラブでは性的・暴力的・そして宗教に関する表現などに厳しい審査が行われ、『Mafia 2』『ヘビーレイン』『ゴッド・オブ・ウォーIII』『Mass Effect 2』『Red Dead Redemption』などのソフトが発売禁止処分を受けている。

### 性的
- 北米版のみ『みんなのGOLF 5』でのスカートを穿いた登場人物の下着が見える表現がカットされている。

- 『ベア・ナックルIII』でのキャラクターの下着・肌の露出表現などのカット。ほかゲイの敵キャラクターの全面カット処置を行っている。[4]

- 北米において『グランド・セフト・オート・サンアンドレアス』における直接的な性的表現が問題となり、訴訟を起こされ開発元のロックスター・ゲームスが賠償金を払う事態にまで発展した。またユーザーの間でもこの描写に不快感を催すものが署名活動を行い同社に対して民事訴訟を起こした。この件も和解金を払うことで成立している。

### その他
- 『スーパーマリオカート』においての表彰式のキャラクターの飲酒表現が別のものに差し替えられている。[5]

- 『ベア・ナックルII 死闘への鎮魂歌（レクイエム）』において喫煙表現がカットされている。[6]また北米版のみキャラクターの下着が見える描写がカットされている。[7]

- 『マリオカート64』において、道中に点在している看板には有名な製造メーカーの文字をいじってマリオキャラクターのものにした一種のパロディが存在するが、欧米版では全て別のものに差し替えられている。[8]

- 『スプラッターハウス』を欧米で稼動・発売する際、十字架や逆十字などのグラフィックを他のものに差し替え、「CROSS（十字架）」という名称を改名させたり、祈りのようなBGMや礼拝堂を基にしたグラフィックを別の建物に変更したりしているなどのキリスト教色を完全に削除するという宗教に配慮した変更を行っている。更には登場キャラクターが悲鳴を発する演出もカットされた。また、主人公が被っている仮面のホッケーマスクに似たデザインが『13日の金曜日』のジェイソン・ボーヒーズを連想させるという権利上の配慮により、まったく別なものに差し替えられている。[9]
  - 本作のファミリーコンピュータ版においては、前述の通り任天堂のチェックを合格させるための措置により、残虐表現の完全削除や、キャラクターをコミカルにアレンジされた上で、『スプラッターハウス わんぱくグラフィティ』に改題の上でフルリメイクとして移植されている。

- ギャルゲーの始祖的作品と言われる『卒業』シリーズでは、志村まみの紹介シーンでブラジャーが描かれていたり、不良生徒の喫煙シーンが法律で禁止されている未成年喫煙と看做されているため、直接的な性行為描写は無いものの、18禁に指定されている。